# بدرأباد (دشتاب)
بدرأباد (بالفارسية: بدرآباد) هي قرية تقع في إيران في قسم دشتاب الريفي. يقدر عدد سكانها بـ 100 نسمة .